# 頭痛
頭痛（英語：headache），又叫頭疼，是一種在頭部、頸部或肩膊以上位置發生的局部疼痛。許多頭部和頸部問題的症狀都是頭痛。頭痛表现种类繁多，可能是偏頭痛、緊縮型頭痛或丛集性头痛等。有時候頸痛也可解釋為頭痛的一種，因爲頸部的肌肉、關節或是枕骨神經受到壓迫。頻繁的頭痛會影響人際關係及工作。有嚴重頭痛的人，患有憂鬱症的風險也比較高。
頭痛有種種起因，原因包括疲勞、睡眠不足、壓力、藥物影響、娛樂性藥物影響、病毒感染、普通感冒、頭部受傷、食用很冷的食物或飲料，或是牙齒問題等，而像威脅生命的腦炎、腦癌、腦膜炎及顱內動脈瘤等。有許多有關頭痛的分類系統，其中最廣為人知的是國際頭痛協會的分類。
頭痛的治療和造成頭痛的原因有關，不過大部份治療還是包括用阿斯匹靈或扑热息痛（對乙醯氨基酚）等镇痛药來止痛。頭痛是最普遍會遇到的身體不適症狀之一；瑜伽可改善緊張型頭痛患者的頭痛頻率、頭痛持續時間和疼痛強度方面的短期療效。
一年中，大約會有一半的人出現過頭痛症狀。

## 成因
頭痛的種類有超過二百種以上，有些是無害的，有些則會威脅生命。需依照頭痛症狀的描述及神經系統檢查的結果才能確認是否還需要進一步的檢查，以及其治療方式。
頭痛的成因有很多，而不同的成因，要用不同的方法去對付。因此，每當頭痛時立刻服用止痛劑，其實是一種不好的習慣。一般來說，輕微至疲勞、普通感冒、鼻敏感、牙痛、扁平足、頸椎病都可能會引起頭痛，嚴重的有可能是偏頭痛、腦腫瘤、中風、腦膜炎所引起的。每當頭部受傷，都一定會有頭痛。不過，其餘的可能成因，卻未必一定會引起頭痛。
飲食、環境及情緒亦可引起頭痛。當一個人緊張、甚至產生焦慮時，都會引起頭痛。亦有不習慣在空調環境生活，或從潮濕地區搬往乾燥地區生活的人，每當環境變得乾燥時，此外，長期依賴咖啡因類飲品在開始停止飲用時，亦會感到頭痛，因為咖啡因有鎮痛的效果。
雖然感冒、流感、登革熱和日本腦炎等傳染病有時會導致頭痛，但頭痛不會傳染人。
還有發燒可能令腦部不適，也會有頭痛。
根據香港衞生署的意見，環境中的臭味除會令人感到煩燥不安外，亦可能會導致頭痛、噁心，甚至呼吸不暢順等。

### 原發性及次發性頭痛
頭痛可以分為原發性（primary）及次發性（secondary）兩種。原發性頭痛是良性的經常性頭痛，不是因為潛在的疾病或是其他結構性問題而造成。例如偏頭痛就是一種原發性頭痛。原發性頭痛可能會造成每天顯著的疼痛，甚至會影響生活，但本身沒有危險性。次發性頭痛是因為其他原因造成的頭痛，原因像是全身性感染、頭部外傷、血管疾病、蛛网膜下腔出血、脑肿瘤等。次發性頭痛可能無害，也可能有生命危險。若是出現一些警示信号的病情，可能就表示是有生命危險的次發性頭痛。

### 原發性頭痛
原發性頭痛佔頭痛案例的90%，首次頭痛多半會出現在病患20至40歲時。最常見的頭痛是偏頭痛及緊縮型頭痛，其特徵也有所不同，偏頭痛常見的症狀是抽痛、噁心、畏光及畏聲，緊縮型頭痛是在頭的兩側是頭部有緊繃、緊迫的感覺，不會有其他症狀。其他較少見的頭痛如下
- 叢集性頭痛：發生在一側眼窩周圍或太陽穴附近的劇烈頭痛。
- 三叉神經痛：面部劇烈的刺痛。
- 持續性半面頭痛（英语：hemicrania continua）：臉半邊劇烈的刺痛，可以用吲哚美辛來緩解。
- 原發性咳嗽頭痛：在咳嗽、打噴嚏等使腦壓升高的動作後出現，不過咳嗽頭痛也可能是嚴重病因造成，診斷時需排除此可能性。
- 原發性運動頭痛：在運動中或運動後出現的刺痛，可能會持續五分鐘到24小時，成因不明，可以用吲哚美辛來緩解。
- 性交頭痛（英语：Sexual headache）：在性行為中頭部兩側的鈍痛，在性高潮時會更嚴重，不過性交頭痛也可能是蜘蛛膜下腔出血造成。患者會建議避免性行為，普萘洛尔或地爾硫䓬等藥物可能也會有幫助。
- 睡眠頭痛：睡著後幾小時出現，持續15至30分鐘，一晚可會出現數次，女性長者較容易出現，可以用鋰鹽治療。

### 次發性頭痛
頭痛也可能是因為其他頭部或頸部的疾病而造成的，其中有些是無害的，例如頸源性頭痛、因服用過量止痛藥產生的反彈式頭痛。
以下則是一些較嚴重的次發性頭痛原因：
- 脑膜炎：脑膜感染發炎，會有發燒症狀，頸子僵硬。
- 顱內出血
- 蛛网膜下腔出血：突然、劇烈的頭痛，頸子僵硬，但不會發燒。
- 動脈瘤、腦動靜脈血管畸形、腦實質出血
- 腦腫瘤：鈍痛，在變換姿勢時會變嚴重，伴隨著噁心及嘔吐等症狀。
- 巨大細胞動脈炎（英语：temporal arteritis）：老年人常見的血管感染疾病，症狀有發燒、頭痛、體重增輕及风湿性多肌痛等。
- 青光眼（眼球壓力變大）：一開始會頭痛、眼部疼痛及视力模糊，伴隨著恶心及呕吐。体检时，会有红眼和固定且中间扩大的瞳孔。

## 病理學
人腦組織因為沒有伤害感受器，本身對疼痛不敏感。頭痛一般是因為腦部附近的痛覺感受結構出現感知。（頭部和頸部附近分別有九個痛覺感受結構，分別是颅骨膜、肌肉、神經、動脈、静脉、皮下組織、眼、耳、鼻竇和黏膜）。
疼痛对人体的各大器官系统都會有不良影響，引發程度輕重不一的病症。以内分泌系统为例，疼痛使一系列激素皮质醇及醛固酮等升高。醛固酮的作用是维持人体血液中钾离子及钠离子的平衡，过高的醛固酮将导致高血压；而皮质醇浓度的增加，则会引起血糖升高，破坏体内平衡，还有可能增加食欲及极度疲劳等现象。
对于消化系统，疼痛会引起噁心、嘔吐、腹瀉，乃至消化功能障碍或紊乱。因此，很多偏头痛或其他疼痛的患者，也常常有類似症狀。
而对于循环系统来说，疼痛一般引起血压升高、心率增快。对高血压患者而言，这种作用尤甚。强行忍痛可能導致昏厥，甚至更嚴重的病症。因此頭痛發作，應及時就醫治療。針對不同的头痛，会有不同的特异性药品，比如紧张性头疼，

## 分類
國際頭痛協會的國際頭痛疾病分類（ICHD）是對頭痛的完整分類，其第二版是2004年發行，世界衛生組織也接受此分類方式。也有其他的頭痛分類系統，最早的是在1951年出版，美國國立衛生研究院也在1962年提出一個分類系統。

### 國際頭痛疾病分類第二版（ICHD-2）
國際頭痛疾病分類（ICHD）是由國際頭痛協會提出的階層式分類系統，其中包括了診斷頭痛時的診斷準則。其第一版ICHD-1是在1988年發行，現行使用版本是第二版，在2004年發行。
國際頭痛疾病分類使用數學編碼。第一層用一組數字將頭痛分為14類，第1-4類是原發性頭痛，5-12類是次發性頭痛，最後二類是頭顱神經痛，中央和原發性的面部疼痛及其他頭疼等。

### NIH系統
NIH頭痛分類（國立衛生研究院頭痛分類）包括對一些頭痛的簡單敘述。
NIH分類系統比ICHD更簡潔，只包括五類。以此分類來看，原發性頭痛是那些看不出器官或是結構原因的頭痛。在NIH分類系統中，頭痛只分為血管性、肌原性、颈部、收縮和炎症。

## 診斷
因為頭痛的症狀類似，在診斷時要區分出高風險性的頭痛並不容易。若可能是高風險性的頭痛，需要進一步的進行檢驗及拍攝醫學影像以供診斷。
美国急诊医师學院（American College for Emergency Physicians）發行了低風險頭痛的判斷準則，如下：
- 年齡低於30歲
- 有典型原發頭痛的症狀
- 有類似頭痛的病史
- 神經學檢查沒有異常
- 頭痛的情形沒有一些需注意的變化
- 没有高风险并存疾病（如HIV）
- 病史及理學檢查都沒有特別需注意的問題

若頭痛符合一些條件，比較有可能是有潛在危險的病因，這類病因可能會危及生命或是會造成長期損害。若有這類警訊，就需要針對頭痛作進一步的神經影像檢查及實驗室分析檢查。
一般而言，病人反應的第一次頭痛或是最嚴重的頭痛都需要拍攝醫學影像及進一步檢查，病人的頭痛若日漸嚴重也需要神經影像檢查，因為可能有腦瘤或是出血日漸嚴重，壓迫到周圍的組織，因此頭痛日漸嚴重。若神經學檢查有特殊結果（如神經衰弱），也需進一步的檢查。
美國頭痛協會（American Headache Society ）針對有關次發性頭痛的警訊，提出了助憶字SSNOOP，代表以下這些需注意的事項：
- 全身性症狀（Systemic symptoms），例如發燒及體重減輕。
- 全身性疾病（Systemic disease），如艾滋病感染，惡性腫瘤。
- 神經系統症狀或體徵（Neurologic symptoms or signs）。
- 突然出現（Onset sudden），可能是雷擊性頭痛。
- 在四十歲以上時出現（Onset after age 40 years）。
- 以往病史（Previous headache history），例如第一次頭痛、最嚴重頭痛或是和以往不同的頭痛。

其他的警訊列在下表：
| 警訊                                         | 可能病因                                                                             | 為何推測有此病因的理 | 診斷檢查                                         |
| -------------------------------------------- | ------------------------------------------------------------------------------------ | --- | ------------------------------------------------ |
| 50歲以後新發生的頭痛                         | 顳動脈炎，腦瘤                                                                       | 顳動脈炎是老年人在鬢角附近的血管炎，會使到腦部的血流減少，並造成頭痛，也會有太陽穴的壓痛及（或）咀嚼暫停的情形，有些腦腫瘤較容易出現在老年人身上。 | 紅細胞沉降率（顳動脈炎測試），神經影像檢查       |
| 非常突然的劇烈頭痛（雷擊性頭痛）             | 腦出血（蛛网膜下腔出血、腫塊出血、腦動靜脈血管畸形）、垂體出血、腫瘤（特別是後顱窩） | 腦出血會刺激腦膜，因此引起疼痛。垂體出血（在大腦底部的垂體出血或血液供應不足）因為鄰近视交叉（眼部神經），常伴隨著著複視或視野缺損。               | 神經影像，若計算機斷層掃描為陰性，需進行腰椎穿刺 |
| 頭痛變頻繁且變劇烈                           | 腦瘤、硬膜下血肿增大、过度用药                                                       | 若腦瘤變大，或是有硬膜下血肿，會日漸壓迫週圍的組織造成疼痛，若是过度用药的頭痛，會因為药量越來越大而導致頭痛惡化                                   | 神經影像、藥物篩檢                               |
| 可能有HIV或是癌症的病患新出現的頭痛          | 腦膜炎（慢性或癌症），包括弓蟲症及遠端轉移的脑脓肿                                   | HIV或是癌症的病患因為其免疫抑制，可能會受到腦膜炎或是造成脑脓肿疾病的感染原。癌症可能會遠端轉移，或是透過血液或是淋巴到身體其他部位。              | 神經影像，若結果是陰性，需再進行腰椎穿刺         |
| 有全身疾病（发热，颈部僵硬，皮疹）迹象的头痛 | 腦膜炎、脑炎、莱姆病及自體免疫性疾病                                                 | 若颈部僵硬或是颈部因疼痛而無法轉動都可能是腦膜炎感染造成，其他全身性症狀意味著感染                                                                 | 神經影像、腰椎穿刺、血清測試確認感染源           |
| 视乳头水肿                                   | 腦瘤、良性颅内压升高、腦膜炎                                                         | 颅内压升高會使大腦壓迫眼球，造成视乳头水肿 | 神經影像，腰椎穿刺                               |
| 頭部外傷後的嚴重頭痛                         | 頭部出血（颅内出血、硬膜下血肿及硬膜外血肿），外傷後頭痛                             | 外傷可能會使大腦流血或是振動到神經，引起頭痛 | 腦部神經影像及頭颅，可能也包括颈椎               |
| 肢体无法移动                                 | 动静脉畸形、胶原血管病、颅内占位性疾病                                               | 局灶性神經系統體徵表示某物體在壓迫腦部控制此部位的組織                                                                                             | 神經影像，針對胶原血管病的血液檢查               |
| 人格、意识或精神状态的改變                   | 中樞系統感染、颅内出血、腦瘤                                                         | 心智狀態的改變意味著腦部整體的感染或是發炎，或是大規模的出血壓迫到大腦的意識中心                                                                   | 血液檢查，神經影像，腰椎穿刺                     |
| 咳嗽，劳累引發的頭痛，或是在性交時出現的頭痛 | 肿块，蛛网膜下腔出血                                                                 | 咳嗽和劳累會使颅内压升高，可能會使血管破裂，造成蛛网膜下腔出血。肿块本身就會升高咳嗽時的颅内压，因此會加劇頭痛                                     | 神經影像，腰椎穿刺                               |

## 藥物
1. 急性发作期可应用止痛药缓解头痛。对乙酰氨基酚和咖啡因复方制剂，可以直达头痛部位发挥作用，从而快速去除头痛，且避免了外周副作用，安全性好。麦角胺或二氢麦角胺（英语：Dihydroergotamine）等亦有效；
2. 预防性治疗用阿米替林、丙咪嗪或选择性5-羟色胺（5-HT）重摄取抑制剂常有效，普萘洛尔对某些病例有用；
3. 失眠者可给苯二氮卓类，如地西泮10~20mg每天口服；
4. 对于焦虑、紧张或抑郁的病人应在精神上给予诱导和劝慰，使其消除顾虑；
5. 对局限性的肌肉疼痛，如颈项肌和肩胛肌等可作按摩、针灸、理疗、脊醫矯正[22]、局部普鲁卡因封闭等治疗。
6. 普遍使用的非处方止痛劑屬非甾体抗炎镇痛药（如阿斯匹靈或布洛芬等），也會使用对乙酰氨基酚，但對於部份偏頭痛患者，他們可能需要特別處方的藥物。

## 流行病學
約64–77%的人在其一生中曾出現過頭痛。每一年平均有46–53%的人會出現頭痛症狀。大部份的頭痛都不致命，只有1-5%的頭痛病患因為其造成頭痛原因是重大疾病，需急診治療。
超過90%的頭痛都是原發型頭痛，而其中大部份是緊縮型頭痛。大部份的緊縮型頭痛都是陣發性的，症狀會出現一段時間，之後自然消失，成人中只有3.3%是一個月會頭痛超過15天的慢性緊縮型頭痛。
世界上約有12-18%的人會有偏頭痛，女性患有偏頭痛的比率比男性要高。在歐洲及北美，男性中有5-9%患有偏頭痛，而女性中有12-25%有偏頭痛。
叢集性頭痛非常少見，每一千人中平均只有一至三人會有叢集性頭痛，男性患有叢集性頭痛的比例是女性的三倍。

## 歷史

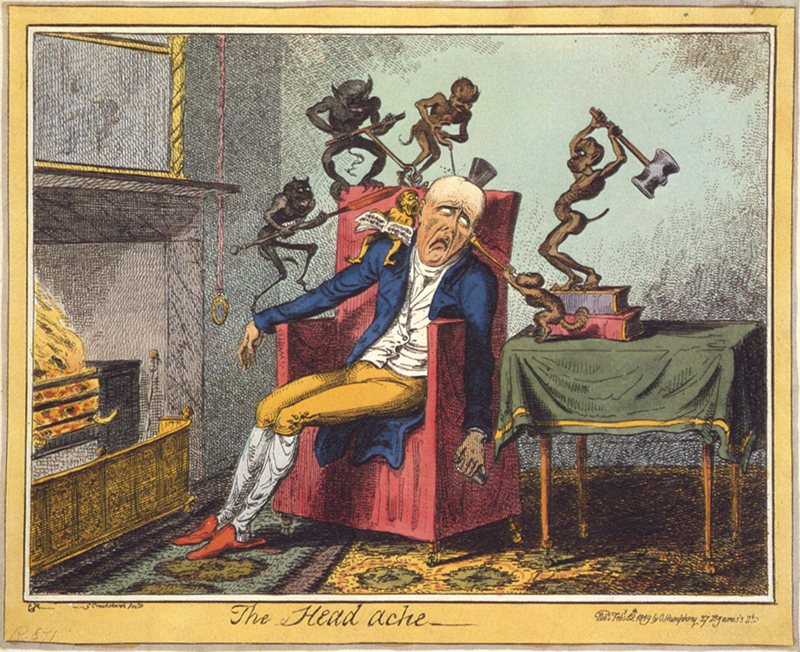
1819年喬治·克魯克香克描繪頭痛的諷刺漫畫

第一個有記載的頭痛分類系統是由托馬斯·威利斯在1672年的De Cephalalgia書中提出。1787年時克里斯丁·鮑爾（Christian Baur）將頭痛分為特發性（原發性頭痛）及繼發性（次發性頭痛），並且定義了84種分類。

## 外部連結
- 台灣頭痛學會 （页面存档备份，存于）（繁體中文）
- 非類固醇消炎止痛藥-香港醫院藥劑師學會（繁體中文）
- 梭玛医疗：头痛 （页面存档备份，存于）（简体中文）
- 中的“頭痛”